# Astragalus dietrichii
Astragalus dietrichii är en ärtväxtart som beskrevs av Christina Hedwig Kirchhoff. Astragalus dietrichii ingår i släktet vedlar, och familjen ärtväxter. Inga underarter finns listade i Catalogue of Life.